# Блінов Олександр Олександрович
Олександр Олександрович Блінов (20 серпня 1981, Владивосток, СРСР) — російський стрілець з пневматичної гвинтівки, фахівець зі стрільби по рухомій мішені. Срібний призер літніх Олімпійських ігор 2004 року. Заслужений майстер спорту Росії (2004).

## Життєпис
Олександр Блінов народився 1981 року у Владивостоці в спортивній сім'ї. Тут же почав ходити в школу й паралельно почав займатися волейболом, але незабаром сім'я переїхала до Хабаровська, де Олександр і здобув середню освіту, а також у 13 років почав займатися стрільбою під керівництвом Андрія Бойчевського. Від 2000 року його почали залучати до складу збірної Росії зі стрільби. І вже у 2001 році Блінов домігся першого великого успіху. На етапі кубка світу в Сеулі Олександр завоював золото, встановивши при цьому світовий рекорд серед юніорів. Через рік Блінов уперше став чемпіоном Європи. На континентальній першості в Салоніках російський стрілець завоював золоту медаль у стрільбі по рухомій мішені.
2004 року Блінов дебютував на літніх Олімпійських іграх. Він узяв участь у змаганнях зі стрільби по рухомій мішені. Після кваліфікації Олександр посідав четверте місце, але чудово провівши фінальний раунд і набравши в ньому 100 очок, Блінов завоював срібну медаль Олімпійських ігор, поступившись лише німцеві Манфредові Курцеру. 2006 року завоював свою першу медаль на світових першостях. На чемпіонаті світу в Загребі виграв срібну медаль.
Літні Олімпійські ігри 2008 року в Пекіні пройшли без участі Блінова, оскільки в стрілецькій програмі змагань, починаючи з цих ігор, більше не була представлена стрільба по рухомій мішені.
У 2009 році Блінову знову підкорилася європейська першість. На чемпіонаті Європи в Празі він переміг в особистому і командному заліку, ставши відразу триразовим чемпіоном Європи. У лютому 2012 року Олександр здобув ще одне золото європейської першості в командному заліку.

## Особисте життя
- Закінчив Далекосхідний юридичний інститут, має звання капітана Поліції[2]. Також закінчив академію фізичної культури.

## Цікаві факти
- Деякий час Олександр Блінов працював дільничним міліціонером в Індустріальному районі Хабаровська[3].